# میه‌خوف
میه‌خوف (لهستانی: Miechów؛ ‏ [ˈmʲɛxuf]) شهرکی در استان لهستان کوچک و مرکز شهرستان میه‌خوف است که در۴۰ کیلومتری شمال کراکوف واقع شده‌است. این شهرک مطابق آمار سال ۲۰۰۴ میلادی، ۱۱٬۸۵۲ نفر جمعیت داشته و در کنار جاده ئی۷۷ اروپا قرار دارد.